# Johanna Ortiz
Johanna Ortiz (* 2. Oktober 1973 in Cali, Kolumbien) ist eine kolumbianische Modedesignerin. Das von ihr 2003 gegründete Modelabel, Johanna Ortiz hat seinen Standort in Cali, der Heimatstadt der Designerin.

## Leben und Ausbildung
Bereit in ihrer Jugend wurde Johanna Ortiz von ihrem Heimatland inspiriert. Dies beeinflusste sie schließlich ihre Karriere als Modedesignerin zu starten. In ihrem Beruf und vielmehr in ihren Entwürfen spielt die Herkunft eine große Rolle. In verschiedenen Kollektionen lassen sich Designelemente aus der Natur, wie erdige Farbkompositionen und pflanzeninspirierte Muster wiederfinden.
Ortiz verließ Kolumbien, um am Art Institute of Fort Lauderdale Mode zu studieren. Nachdem sie ihre akademische Laufbahn mit Auszeichnung abgeschlossen hatte, lebte sie zeitweise in New York und Paris, um ihre Fachkompetenz zu erweitern. Schließlich kehrte sie zurück in ihre Heimatstadt Cali, Kolumbien und gründete 2003 ihr eigenes und erstes Modelabel. Neben der Entwicklung ihrer Entwürfe engagiert sich Ortiz parallel zu ihrer Modekarriere für soziale Anliegen. Sie initiierte insbesondere Projekte für die Selbstbestimmung und zur Verbesserung der Lebensqualität von Frauen.

## Modelabel
Je weiter sich die Werte ihrer Geschäftsphilosophie entwickelten, entwickelte sich auch das Label Johanna Ortiz. Die Marke, die als Resort-Linie begann und sich hauptsächlich auf Bademode fokussierte, entwickelte sich progressiv zu einer umfassenden Lifestyle-Marke. Heute zeichnet sich das Label durch Ready-to-Wear, Resort-Kollektionen, Accessoire und Home-Kollektionen aus, welche international erhältlich sind. Das Unternehmen beschäftigt aktuell 450 Mitarbeitende, wovon der Großteil weibliche Haushaltsvorstände sind. Der Hintergedanke hierbei ist die wirtschaftliche Stärkung der Individuen, insbesondere der Frauen, die so progressiv zur Gesellschaft beitragen können. Ihre Designs zeichnen sich durch intensive Farben aus, diverse Muster und den kulturellen Bezug zu ihrem Heimatland. Als ihre Kreationen an internationaler Popularität gewannen, wurde Johanna Ortiz zur kreativen Botschafterin Kolumbiens ernannt. Zudem ist sie Mitglied der BoF 500-Liste und stellte ihre Kollektionen in Paris und New York aus. Heute tragen Prominente Persönlichkeiten wie Prinzessin Caroline von Monaco, Beyoncé, Michelle Obama, Lady Gaga, Shakira, Amal Clooney und Königin Rania von Jordanien ihre Designs.